# Fonofobia
La fonofobia, ligirofobia, acustifobia (akou oír y phobos miedo) o acusticofobia es un miedo intenso e incontrolable a ruidos como gritos, aviones de guerra, disparos, truenos, petardos, silbidos, aplausos, obras, llantos... En ciencia y psicología se resume como el temor hacia el ruido o hacia el sonido, y los miedos que emergen ante la presencia del ruido son exagerados e irracionales.

## Síntomas
Los síntomas son los habituales de muchas otras fobias, ya que cuando el sujeto cree que hay posibilidad de ruido, comienza a sudar en exceso o siente muchos nervios, palpitaciones, temblores o miedo intenso e incontrolable y dolor en los oídos. Suelen experimentar temor ante ciertos ruidos que asocian con algo malo y por lo tanto suelen presentar una hipersensibilidad a los mismos y los escuchan más alto de lo que verdaderamente suenan.

## Causas
El miedo puede haber empezado cuando el sujeto, siendo niño, y a raíz de un evento traumático ocurrido, por ejemplo, en el colegio. O en la edad adulta en el trabajo o en un encuentro social. Algunas personas con esta aversión pueden evitar los bebés, los niños o los animales domésticos, principales foco del miedo. Incluso la fobia puede forzar a que los pacientes se muden frecuentemente de vivienda, ya que los ruidos molestos los perciben por insignificantes que sean. Algunas personas ya de niños padecían sensibilidad en los oídos y a raíz de eso todos los ruidos fuertes se asociados a algo malo.

## Características
Las personas que sufren esta fobia no pueden soportar el estallido de un globo, de petardos, cohetes, etc. Dependiendo de la intensidad de la fobia, ni siquiera pueden estar en presencia de globos hinchados por temor a que exploten, las personas que sufren esta fobia tienden a tener ataques de pánico cuando hay mucho ruido o estrés en el ambiente, es bastante común que en una situación en la que haya mucho ruido quienes sufren esta fobia tienden desde tapar sus oídos e intentar ignorar la situación a entrar en ataques fuertes de pánico dependiendo de la intensidad de la fobia.
A pesar de ser una fobia frecuente, no es muy conocida porque quien la padece puede hacer una vida normal, aunque esté permanentemente huyendo de situaciones que le pueden provocar el pánico. Esa facilidad para sortear globos y petardos hace que, generalmente, no traten de curarse y vivan acostumbrados a su fobia. Las fiestas de diciembre y celebraciones parecidas a esta representan para ellos miedo y angustia. Muchos fonofóbicos catalogan estas ocasiones como una tortura constante. Otros muchos tienen una vida bastante normal, más cuando se hace presencia los ruidos fuertes estas personas tienden a sentirse incómodas, a desarrollar mal humor e incluso se pueden poner agresivas gracias a que la fonofobia afecta en gran parte la capacidad de las personas de sentirse cómodas en un lugar muy ruidoso, esto es algo completamente involuntario y la mayoría de las personas tienen a obligarse a acostumbrarse a estos ruidos a pesar de que les produzcan incomodidad, confusión, pánico, mal humor y sentimientos de insatisfacción y tortura.

## Desarrollo
La persona evita totalmente ir a los sitios o vivir dónde pueda haber objetos o personas que puedan ocasionar ruidos fuertes.
Pueden usar todo tipo de precauciones para intentar no oír los ruidos fuertes.
Cuando más intentan controlar estos síntomas de la ansiedad, paradójicamente más se descontrolan.

## Tratamiento
Con terapia psicológica adecuada la persona puede aprender a vivir con esta fobia o incluso llegar a curarse. Cuanto antes se diagnostique y se acuda a un profesional, mejores serán los resultados. La terapia cognitivo-conductista, en la que, con la ayuda del psicólogo, se va haciendo una aproximación paulatina a la causa de la fobia, es la más efectiva.